# Nižnij Baskunčak
Nižnij Baskunčak è una cittadina della Russia europea meridionale, situata nella oblast' di Astrachan'; dipende amministrativamente dal rajon Achtubinskij.
Sorge nella parte settentrionale della oblast', sulle sponde del lago Baskunčak, a brevissima distanza dal confine kazako.